# 中南街道 (柳州市)
中南街道，是中华人民共和国广西壮族自治区柳州市城中区下辖的一个乡镇级行政单位。

## 行政区划
中南街道下辖以下地区：
福柳新都社区、西门社区、映山社区和青云社区。